# 瓜里塔

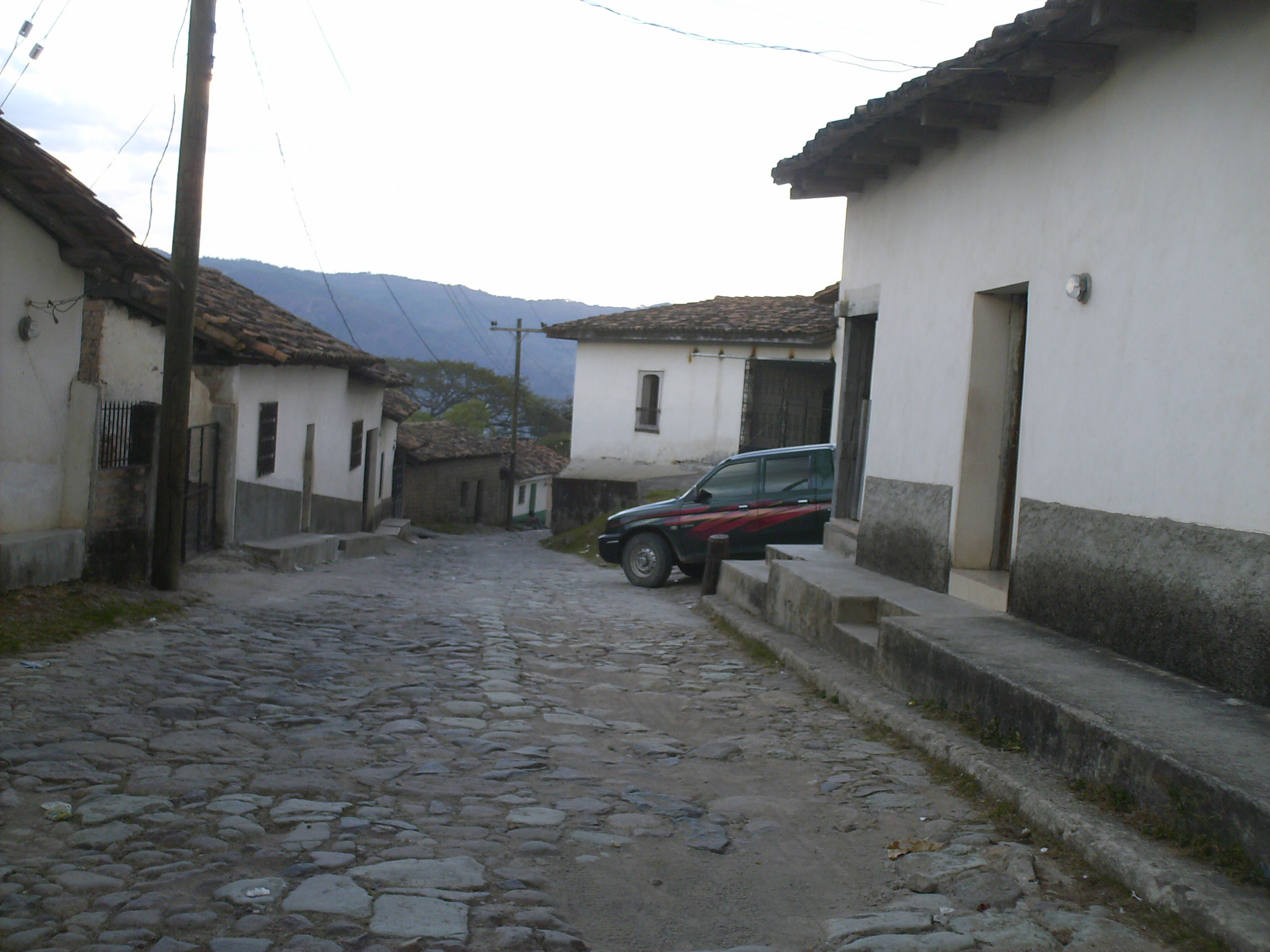
瓜里塔

瓜里塔（西班牙語：Guarita），是洪都拉斯的城鎮，位於該國西南部，由倫皮拉省負責管轄，始建於1889年，面積172平方公里，海拔高度807米，2001年人口7,769，人口密度每平方公里45.17人。
14°11′N 88°49′W / 14.183°N 88.817°W